# Mario Pontremoli
Mario Pontremoli (Milano, 27 agosto 1896 – Milano, 29 ottobre 1978) è stato un dirigente d'azienda, partigiano e ufficiale italiano direttore generale dell'Assicuratrice Italiana dal 1948 sino al 1975.
(Mario Pontremoli)
Importante assicuratore, fu insieme ai suoi collaboratori tra i più noti personaggi del panorama assicurativo italiano del novecento quali Arnoldo Frigessi di Rattalma, Carlo Ottolenghi, Enrico Marchesano e Piero Sacerdoti. Con quest'ultimi ha costruito la cosiddetta "Triade Marchesano-Sacerdoti-Pontremoli" che ha risollevato il gruppo RAS nel dopoguerra.

## Biografia
Mario Pontremoli è nato a Milano il 27 agosto 1896 da Itala Fubini (nata a Torino il 9 dicembre 1863 da una nota famiglia di banchieri i "Levi Fubini" e morta a Milano il 15 giugno 1918) e da Pio Alessandro Pontremoli (nato a Vercelli il 12 marzo 1848 morto a Milano il 24 giugno 1919). È cugino di Emmanuel Pontremoli, Aldo Pontremoli, Jules Moch, parente di Cesare Lombroso, David Levi, Guido Castelnuovo e nipote di Esdra Pontremoli, Luigi Luzzatti, Raffaele Pontremoli e Alessandro Artom.
Studente brillante nel 1906 collabora con il cugino Aldo Pontremoli (destinato ad una carriera scientifica di Professore Universitario di Fisica) nella creazione della Società A.Pontremoli & Associati, Società Radio-Telegrafica. Nella Società appariva il nonno Luigi Luzzatti, ministro di stato nel ruolo di presidente onorario, mentre Aldo era il presidente operativo e Mario Pontremoli era il vice-presidente. Lo scopo societario era quello di studiare e testare la neonata radio, appena inventata da Guglielmo Marconi, con il quale i due Pontremoli erano in contatto epistolare.

### Carriera
Presa la maturità classica si iscrive all'Università Commerciale Luigi Bocconi, facoltà di economia e commercio nel 1914. Nel novembre 1915 entra in guerra in qualità di soldato di leva aspirante ufficiale, il 18 marzo 1916 viene nominato sotto-tenente di complemento nell'arma di artiglieria e giunge in territorio di guerra il 2 aprile 1916. Inviato in congedo il 29 giugno 1920 come Capitano dell'artiglieria di Campagna, viene decorato della croce di merito di guerra il 7 settembre 1919 e della medaglia commemorativa per la campagna 1916/17.
Si laurea alla Bocconi nel dicembre del 1920 a pieni voti assieme all'amico e compagno di studi Riccardo Bauer. Nella tesi dal titolo "Istituti di credito mobiliare" sostiene le tesi di Maffeo Pantaleoni e di Antonio De Viti De Marco. Una volta ottenuta la laurea in economia e commercio entra come impiegato semplice presso le Assicurazioni Generali dove resterà solo alcuni anni. Lascerà questa società nel 1925 per entrare nella Società L’Assicuratrice Italiana dove si afferma come brillante operatore in particolare sviluppando la riassicurazione ovunque nel mondo. Nel 1933 è membro della commissione riassicurazione della "Federazione Nazionale Fascista delle imprese Assicuratrici" assieme a Enrico Morpurgo e Giuseppe Treves. A capo della commissione vi era Bruno de Mori della Unione delle imprese assicuratrici.
Nel 1934 è co-direttore con Attilio Moiraghi della compagnia "Anonima Vita" (Società anonima Italiana di Assicurazione e Riassicurazione sulla vita dell'uomo). Nel consiglio di amministrazione sedevano, come presidente Arnoldo Frigessi di Rattalma e Enrico Marchesano come vice-presidente; e come consiglieri Alberto Pirelli, Orso Mario Corbino, Enrico Paolo Salem, Alessandro Faa' di Bruno.
Sempre nel 1934 diviene direttore unitamente ad Attilio Moiraghi alle dipendenze del Direttore Generale Carlo Ottolenghi come appare nel foglio nunzi legali del 6 maggio 1937 dal verbale del consiglio della società Assicuratrice italiana, società anonima di assicurazioni e di riassicurazioni. Nel 1935 unitamente a Giuseppe Bufano e Giuseppe Treves diventa vice-presidente del Sindacato Nazionale Fascista di Assicurazione e Riassicurazione. A seguito delle restrizioni razziali emanate nel 1938 da Mussolini concentra la propria attività nello sviluppo della filiale svizzera. Durante il periodo di guerra dal 1943 al 1946 continua ad operare al servizio dell'assicuratrice italiana operante in Svizzera con tre direzioni a Lugano, Ginevra e Zurigo in collaborazione con i direttori svizzeri della società. In quel periodo prende contatto con i rappresentanti in Svizzera degli alleati contro le forze nazifasciste ed organizza un punto di riferimento nell'abitazione di Casa Anatta, sopra Ascona vicino al confine, per dare aiuto alle forze partigiane della Brigata Battisti operante sul lago Maggiore. Collabora con Ferruccio Parri, Edgardo Sogno, Carlo Caracciolo nella creazione del "Posto di Comando 12" presso la sua residenza ad Ascona.

## Nel dopoguerra

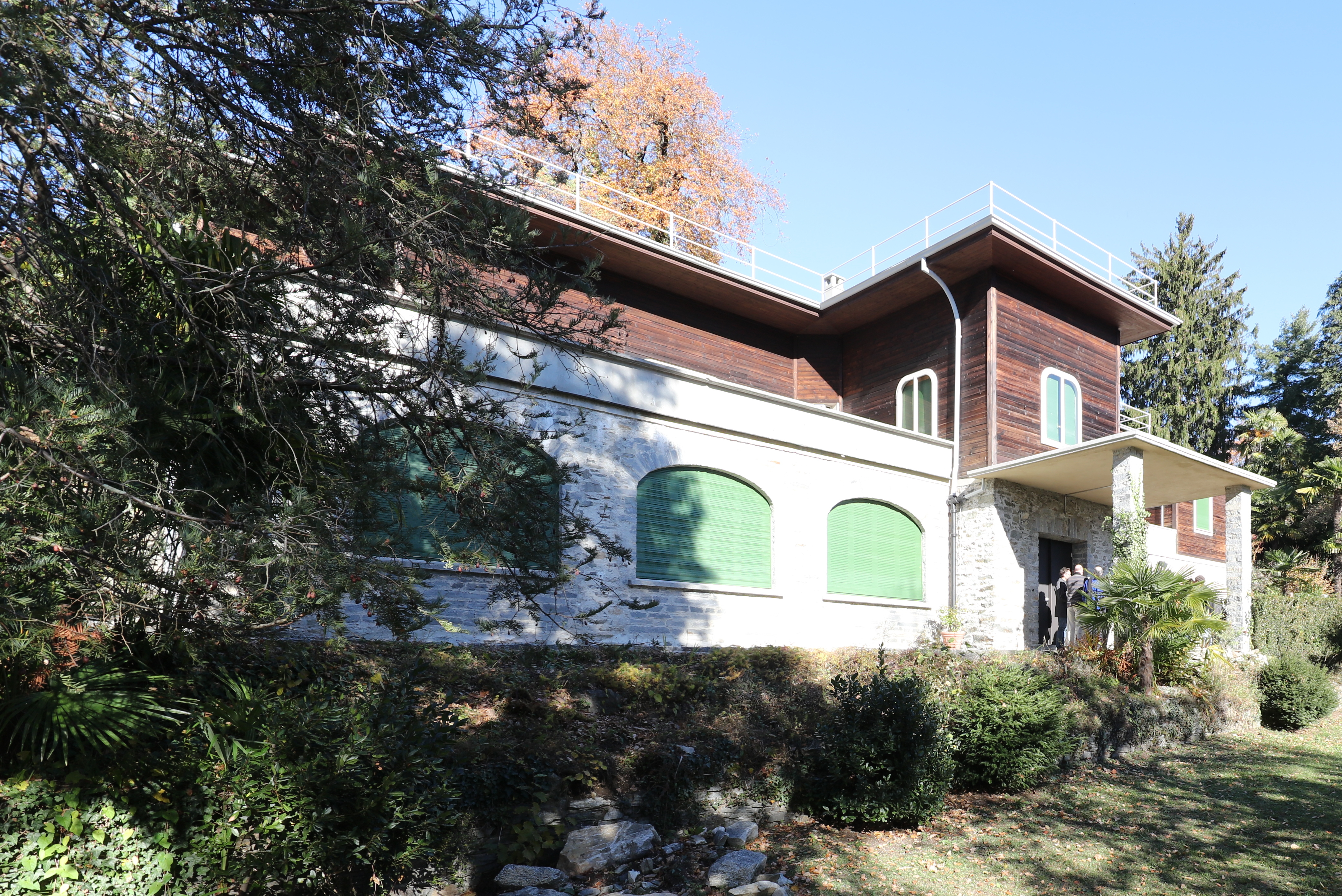
La sua residenza in Svizzera, Casa Anatta oggi divenuta museo

Il 26 aprile 1945 rientra a Milano con il lasciapassare del C.L.N.A.I. Comando Generale del Corpo Volontari della Libertà della Delegazione Svizzera  e con lettera di accreditamento rilasciato da “The foreign Service of United States of America” dall’American Consulate di Lugano in data 26 aprile 1945. Rientra immediatamente all'Assicuratrice Italiana che si trovava in condizioni economiche disastrose. Si muove in tutta Italia per rinfrancare la rete degli agenti e per riorganizzare la società stessa. Al rientro in Italia il 26 aprile 1945 viene incaricato dalla società di risanarne il bilancio. La società una volta risanata nel 1948 sotto la sua guida continuò a svilupparsi in Italia ed all'estero sviluppando i rami di responsabilità civile e infortuni per conto della società in modo indipendente dalla capogruppo Riunione Adriatica di Sicurtà.. In particolare sviluppò il ramo assicurativo consentendo al gruppo di affermarsi come secondo gruppo privato. Nel 1950 il presidente del Gruppo RAS Arnoldo Frigessi di Rattalma provvede a nominare Mario Pontremoli Direttore Generale dell’Assicuratrice Italiana. Sotto la sua guida l’Assicuratrice Italiana dal 1948 al 1968 sviluppa i tre rami assicurativi del Gruppo a lui affidati: ramo responsabilità civile, ramo infortuni, ramo Riassicurazione che passano da un incasso premi del 1948 che era di 2,46 miliardi di Lire a 77,0 miliardi di Lire nel 1968. Nel febbraio 1967 è tra i fondatori della società di assicurazioni Touring Assicurazioni Spa, compagnia associata al Touring Club, sorta in convenzione con la Toro Assicurazioni e la Milano Assicurazioni. Nel primo consiglio di amministrazione, oltre al Pontremoli, sedevano Luciano Bastagli, Luigi Capé, Bruno de Marchi, Federico Guasti, Avv. Mario Perolo, Gen. Felice Porro, Antonio Seccia, Guido Severgnini (genero di Luigi Vittorio Bertarelli). Nel 1971 l'Assicuratrice Italiana sotto la direzione del Pontremoli superò i 90 miliardi di lire di incassi, superiori addirittura a quelli della stessa capogruppo Riunione Adriatica di Sicurtà.
Mario Pontremoli si spense nell'ottobre del 1978 a causa di un attacco di cuore. Nel 1988, in ricorrenza del 150º anniversario, la Ras sottolineò la grande importanza della cosiddetta "Triade Marchesano-Sacerdoti-Pontremoli" che aveva di fatto risollevato il Gruppo RAS nel dopoguerra facendolo affermare come il secondo operatore assicurativo in Italia.

## Onorificenze

### Onorificenze italiane
Onorificenze militari